# مهدی سحابی
مهدی سحابی (۱۴ بهمن ۱۳۲۲ در قزوین - ۱۸ آبان ۱۳۸۸ در پاریس) مترجم، نویسنده، روزنامه‌نگار، نقاش، مجسمه‌ساز و عکاس ایرانی بود. او بیشتر به خاطر ترجمه مجموعهٔ در جستجوی زمان ازدست‌رفته نوشته مارسل پروست شناخته شده است.
گفته می‌شود رمان پروست ابتدا توسط دوستش بیژن الهی ترجمه شده بود که با بازگشت سحابی به ایران پس از صحبت با الهی او اجازه ترجمه کامل را بصورت معنوی به سحابی داده از ترجمه خود انصراف می‌دهد.

## زندگی
مهدی سحابی در ۱۵ بهمن سال ۱۳۲۲ در محله راه کوشک قزوین به دنیا آمد. او فرزند ارشد احمد سحابی و معصومه (اقدس) ساروخانی بود. خانواده سحابی در ده سالگی او به تهران آمده و در محله شاپور ساکن شدند. دوستی او با علی‌اصغر قره‌باغی از همان زمان شروع شد. او پس از دریافت دیپلم ریاضی از دبیرستان البرز در شهر تهران و ورود به دانشکده هنرهای زیبای دانشگاه تهران در رشتهٔ نقاشی، با گذشت یک سال و نیم، تحصیل را نیمه‌کاره رها می‌کند و پس از طی سربازی و برای تحصیل در رشتهٔ کارگردانی سینما در سال ۱۳۴۶ به ایتالیا عزیمت می‌کند؛ او در چینه چیتا دوره‌ای کوتاه گذراند و در طی این دوره با فرانچسکو رزی دوستی نزدیکی داشت و در فرهنگستان هنرهای زیبای رم مشغول تحصیل می‌شود، اما پس از مدتی سینما را رها کرد تا نقاشی بخواند و در سال ۱۳۴۷ تحصیل در آکادمی هنرهای زیبای رم را نیز نیمه کاره رها کرد و به فرانسه رفت.
در سال ۱۳۴۸ با «اِولین»، یک خانم فرانسوی ازدواج کرد و دارای سه پسر به نام‌های کاوه، سهراب و کیومرث شد. سحابی در سال ۱۳۵۱ به قصد کار در سینمای ایران، به ایران بازگشت ولی از ورود به این حرفه ناامید شد و سپس مدتی به سراغ روزنامه‌نگاری، بازیگری، عکاسی و کارهای مشابه پرداخت و در آخر به سراغ ادبیات، نقاشی و ترجمه ادبی رفت. تسلط او به زبان‌های ایتالیایی، فرانسه و انگلیسی سبب شده که نویسندگان متعددی را به ایرانی‌ها معرفی کند.
وی تا پایان عمر به عنوان مترجم با ماهنامه فیلم همکاری می‌کرد.

## مرگ
سحابی در ۲۵ شهریور ۱۳۸۸ جهت دیدار خانواده به پاریس سفر کرد و در روز یکشنبه ۱۷ آبان بر اثر سکته قلبی درگذشت. پیکرش به تهران انتقال یافت و در قطعه هنرمندان بهشت زهرا به خاک سپرده شد.

## فعالیت‌ها
مهدی سحابی با تسلط بر سه زبان انگلیسی، فرانسوی و ایتالیایی نه تنها آثار متعددی را به فارسی برگردانده است، بلکه از فارسی نیز آثاری را به این سه زبان ترجمه کرده است. او در کنار ترجمه، تهیه گزارش و خبر، گاهی هم با نام مستعار «سهراب دهخدا» برای صفحه فرهنگی نقد فیلم می‌نوشت.
سحابی در سال ۱۳۵۱ به صورت پاره‌وقت به استخدام کیهان درآمد و پس از طی دو-سه ماه به صورت تمام وقت در آنجا مشغول به کار شد. او در سال ۱۳۵۷ و بعد از ۶۴ روز اعتصاب مطبوعات به عضویت شورای سردبیری کیهان درآمد ولی سه ماه بعد به همراه ۲۰ تن از اعضای تحریریه ناچار به ترک آنجا شد. او در این بین به عکاسی روی آورد و در سال ۱۳۵۸ به همراه چند تن از نویسندگان و همکارانش در کیهان، روزنامه کیهان آزاد را به انتشار رساند که بعد از ۱۰ شماره تعطیل شد. پس از تعطیلی آن نشریه، انتشارات الفبا را تأسیس کردند که ۶ شماره از ماهنامه پیروزی را منتشر کردند. در سال ۱۳۵۹ با امضای مستعار یونس جوانرودی کتاب «تسخیر کیهان» منتشر شد که تحولات «کیهان» را شرح می‌داد. سحابی پس از این به جز چند همکاری کوچک با چند نشریه به ترجمه، نقاشی و مجسمه‌سازی روی آورد. نخستین ترجمه او کتابی نوشته ماریو دمیکلی به نام «نقاشی دیواری و انقلاب مکزیک» در سال ۱۳۵۲ و بی‌گمان مهم‌ترین آن، رمان عظیم مارسل پروست است. سحابی در سال ۱۳۶۶ و با ترجمه رمان شرم جایزه بهترین کتاب سال جمهوری اسلامی را بدست آورد. او با نشریاتی مانند «صنعت حمل و نقل» و پیام امروز همکاری داشت و در سال ۱۳۷۳ طراحی جلدهای مجموعه داستان «چشم دوم» از محمد محمد علی را طراحی کرد.

## نقاشی
هنر نقاشی و برپایی چند دوره نمایشگاه متعدد در ایران و جهان با مضمون صورتک‌های متعدد انسانی از دیگر فعالیت‌های مهدی سحابی به‌شمار می‌روند.
در سال ۱۴۰۰، نمایشگاه با عنوان «مروری بر آثار و زندگی مهدی سحابی» در موزه هنرهای معاصر تهران برگزار شد.
همچنین گزیده‌ای آثار وی در قالب کتابی گردآوری شد.

## نمایشگاه‌ها
- نمایشگاه نقاشی - اتومبیل‌های قراضه - گالری گلستان - ۱۳۶۸
- نمایشگاه نقاشی گروهی - موزه هنرهای معاصر - ۱۳۶۹
- نمایشگاه نقاشی - اتومبیل‌های قراضه - گالری گلستان - ۱۳۶۹
- نمایشگاه نقاشی - گالری گلستان - ۱۳۷۰
- نمایشگاه نقاشی - گالری گلستان - ۱۳۷۲
- نمایشگاه نقاشی - گالری سیحون - ۱۳۷۳

### ترجمه‌ها
- انقلاب مکزیک - ماریو دمیکلی - انتشارات گلشایی - ۱۳۵۲
- مرگ وزیر مختار- یوری نیکالایویچ تینیانوف - انتشارات امیرکبیر - ۱۳۵۶
- گارد جوان - الکساندر فادایف - انتشارات نگاه - ۱۳۶۰ - با نام مستعار سهراب دهخدا
- دانهٔ زیر برف - اینیاتسیو سیلونه - انتشارات امیرکبیر - ۱۳۶۱
- خروج اضطراری - اینیاتسیو سیلونه - انتشارات دماوند - ۱۳۶۲
- همه می‌میرند - سیمون دوبووار - نشر نو - ۱۳۶۲
- مزدک - موریس سیماشکو - انتشارات شباهنگ - ۱۳۶۲ - با نام مستعار سهراب دهخدا
- مکتب دیکتاتورها - اینیاتسیو سیلونه - نشر نو - ۱۳۶۳
- بارون درخت‌نشین - ایتالو کالوینو - انتشارات نگاه - ۱۳۶۳
- مرگ آرتمیو کروز - کارلوس فوئنتس - انتشارات تندر - ۱۳۶۴
- توفان در مرداب - لئوناردو شیاشا - انتشارات نیما - اصفهان - ۱۳۶۵
- شرم- سلمان رشدی - ۱۳۶۶
- آب، بابا، ارباب - گاوینو لدا - کتابسرای بابل - ۱۳۶۶
- واتیکان و فاشیسم ایتالیا - جان فرانسیس پالارد - نشر مرکز - ۱۳۶۶
- دوست من مون - آلن فورنیه - کتابسرای بابل - ۱۳۶۸
- نخستین شهر - روت وایت هاوس - نشر فضا - ۱۳۶۹
- مجموعهٔ ۸ جلدی در جستجوی زمان از دست رفته - مارسل پروست - نشر مرکز - اولین جلد در سال ۱۳۶۹ و جلد آخر در سال ۱۳۷۷
- مارسل پروست - اف.دابلیو.جی.همینگز - نشر نشانه دفتر ویراسته - ۱۳۷۲
- دیوید کاپرفیلد - چارلز دیکنز - نشر مرکز و کتاب مریم - ۱۳۷۳
- آرزوهای بزرگ - چارلز دیکنز - نشر مرکز و کتاب مریم - ۱۳۷۳
- رابینسون کروزوئه - دانیل دفو - نشر مرکز - ۱۳۷۳
- دانته آلیگیری - مارک موسی - کهکشان دفتر ویراسته - ۱۳۷۳
- انقلاب صنعتی قرون وسطی - ژان گمپل - نشر مرکز - ۱۳۷۴
- خوشی‌ها و روزها - مارسل پروست - نشر مرکز - ۱۳۷۴
- دور دنیا در هشتاد روز - ژول ورن - نشر مرکز و کتاب مریم - ۱۳۷۴
- داستان دو شهر - چارلز دیکنز - نشر مرکز و کتاب مریم - ۱۳۷۴
- مزدک - موریس سیماشکو - انتشارات نگاه - ۱۳۸۱
- مون بزرگ - آلن فورنیه - نشر مرکز - ۱۳۸۱
- تقسیم (رمان) - پیرو کیارا
- جامعه‌شناسی هنر - ژان دو وینیو
- سرخ و سیاه - استاندال
- باباگوریو - انوره دو بالزاک
- جامعه‌شناسی هنر - ژان دووینیو
- دوست بازیافته - فرد اولمن
- نقاشی دیواری و انقلاب مکزیک - ماریو دمیلکی
- اولین برف و داستانهای دیگر - گی دو موپاسان
- سمبولییسم - چارلز چرویک
- بچه‌های نیمه‌شب- سلمان رشدی
- مرگ قسطی- لویی فردینان سلین
- دستهٔ دلقک‌ها- لویی فردینان سلین
- قصر به قصر - لویی فردینان سلین
- لویی فردینان سلین- دوید هیمن
- مونته دیدیو کوه خدا- اری دلوکا
- مادام بواری - گوستاو فلوبر
- تربیت احساسات- گوستاو فلوبر

### داستان‌ها
- ناگهان سیلاب
- پیچک باغ کاغذی
- خیابان مارگوتا شماره ۱۱۰